# Суд по делам о банкротстве США
Суды по делам о банкротстве США (англ. United States bankruptcy courts) — система судебных органов, созданная в соответствии с первой статьёй Конституции США. Действующая система  судов образована решением Конгресса США в  1978 году, начала функционировать с 1 апреля 1984 года. Суды по делам о банкротстве являются структурными подразделениями федеральных окружных судов, исключительной компетенцией которых является рассмотрение дел о банкротстве. Рассмотрение таких дел относится к юрисдикции только федеральных судов. Суды штатов этим правом не наделены, поскольку законодательное регулирование вопросов банкротства относится к федеральному уровню. В каждом из 94 федеральных окружных судов сформирован судебный состав, занимающийся разрешением дел о банкротстве.
Согласно процессуальному законодательству каждый из федеральных окружных судов вправе самостоятельно рассматривать дела о банкротстве, однако на практике такие дела всегда направляются для разрешения вначале в специально сформированный в составе окружного суда суд по делам о банкротстве. В исключительных случаях федеральный окружной суд, действуя как суд первой инстанции, может рассмотреть конкретное дело о банкротстве, являющееся наиболее сложным либо противоречивым с точки зрения применения норм федерального законодательства.
Подавляющее большинство дел о банкротстве разрешаются до момента вынесения судом решения о признании должника банкротом. Решения суда подлежат обжалованию в порядке апелляции в федеральный окружной суд. В некоторых судебных округах апелляции могут быть поданы в специальные Апелляционные коллегии по банкротству (англ. Bankruptcy Appellate Panel; BAP), которые формируются из различных судей окружных судов в рамках одного судебного округа под эгидой и контролем федерального апелляционного суда.
Судья по делам о банкротстве назначается на должность сроком на 14 лет Федеральным апелляционным судом США того округа, в котором действует соответствующий окружной суд. Судьи могут назначаться на должность неоднократно.
Решения суда по делам о банкротстве не публикуются в официальном издании, выпускаемом Правительством США. Вместо этого источником для публикации решений является журнал West's Bankruptcy Reporter, издаваемый частным издательством Thomson West.
Суды по делам о банкротстве вправе назначить для управления делами должника и обеспечения интересов кредиторов управляющего (trustee). Кроме этого за ходом процедур банкротства также следит Федеральный управляющий США (англ. U.S. Trustee), который является должностным лицом Министерства юстиции США и осуществляет административный надзор в делах о банкротстве и за действиями частных управляющих.